# Prix de l'Organisation météorologique internationale
Le Prix de l'Organisation météorologique internationale (OMI) est décerné chaque année par l'Organisation météorologique mondiale (OMM). Il a été instauré en 1955, quelques années après que l'OMM ait endossé les responsabilités de l'Organisation météorologique internationale, d'où le nom,. Il était financé par les fonds hérités de l'OMI pour récompenser pour une contribution aux progrès de la météorologie mais en 2015, les ressources du fonds original se sont taris et les crédits au Prix de l'OMI furent par la suite attribué au titre du budget ordinaire de l'OMM.
La portée du prix a été étendue à toute contribution remarquable dans le domaine de l’hydrologie opérationnelle depuis que l’OMM a reçu la responsabilité cette discipline, en 1971, au sein du système des Nations unies.

## Description
Le Prix de l'OMI est unique en son genre : il symbolise les progrès accomplis dans le domaine de la météorologie tout en étant la mémoire de l'organisation antérieure à l'OMM. Chaque année, une lettre est envoyée aux ministres des affaires étrangères des membres de l’OMM, les invitant à désigner des candidats au Prix de l’OMI et le choix est fait par un comité. Une médaille d’or (14 carats) de 57 millimètres de diamètre, portant d’un côté l’emblème officiel de l’OMM et de l’autre l’inscription latine « Pro singulari erga scientiam meteorologicam merito », est remise au récipiendaire avec un montant de 10 000 francs suisses et un certificat sur parchemin.
Le prix est remis à l'occasion des célébrations de la Journée météorologique mondiale le 23 mars de chaque année.

## Lauréats
La liste ci-dessous des lauréats est fournie par l'OMM :
- 2023 : Timothy Palmer (Royaume-Uni)
- 2022 : Sue Barrell (en) (Australie)
- 2021 : In-Sik Kang (Corée du Sud)
- 2020 : David Grimes (en) (Canada)
- 2019 : Sergej Zilitinkevich (Russie)
- 2018 : Antonio Divino Moura (Brésil)[4]
- 2017 : Gordon McBean (Canada)[5]
- 2016 : Zeng Qing-Cun (Chine) [6]
- 2015 : Julia Slingo (directrice scientifique au Service météorologique du Royaume-Uni) [7]
- 2014 : Tillmann Mohr (Allemagne)[8]
- 2012 : Zaviša Janjić (Serbie/É-U) [9]
- 2011 : Aksel C. Wiin-Nielsen (Danemark) [10]
- 2010 :  Taroh Matsuno (Japan)[11]
- 2009 : Eugenia Kalnay (Argentine/É-U)[12]
- 2008 : Qin Dahe (Chine)[13]
- 2007 : Jagadish Shukla (Inde/É-U)[14]
- 2006 : Lennart Bengtsson (Suède)
- 2005 : John William Zillman (en) (Australie)
- 2004 : Bennet Machenhauer (Danemark)
- 2003 : Ye Duzheng (Chine)
- 2002 : Joanne Simpson (É-U)
- 2001 : Mohammad Hassan Ganji (en) (Iran)
- 2000 : Edward Norton Lorenz (É-U)
- 1999 : James Clement I. Dooge (Irlande)
- 1998 : John Houghton (GB)
- 1997 : Mariano A. Estoque (Philippines)
- 1996 : T.N. Krishnamurti (en) (É-U)
- 1995 : Roman L. Kintanar (en) (Philippines)
- 1994 : James P. Bruce (Canada)
- 1993 : Verner E. Suomi (É-U)
- 1992 : Yuri Antonovich Izrael (URSS)
- 1991 : Ragnar Fjørtoft (Norvège)
- 1990 : Richard E. Hallgren (en) (É-U)
- 1989 : Pisharoth Rama Pisharoty (en)  (Inde)
- 1988 : F. Kenneth Hare (Canada) [15]
- 1987 : Mikhail Idanovich Budyko (URSS) [16]
- 1986 : Hermann Flohn (Allemagne)
- 1985 : Arthur Davies (GB)
- 1984 : Thomas F. Malone (en) (É-U) [17]
- 1983 : Muhamed F. Taha (Égypte) et J.J. Burgos (Argentine)
- 1982 : William James Gibbs (Australie)
- 1981 : Bert Bolin (Suède)
- 1980 : Robert M. White (É-U)
- 1979 : Helmut E. Landsberg (en) (É-U) [18]
- 1978 : A.E.G.E. Nyberg (Suède)
- 1977 : George Cressman (en) (É-U)
- 1976 : Academician E.K. Fedorov (URSS)
- 1975 : Dr Warren L. Godson (Canada)
- 1974 : Joseph Smagorinsky (É-U)
- 1973 : Charles Henry Brian Priestley (en) (Australie) et John S. Sawyer (en) (GB)
- 1972 : V. Alexander Bugaev (URSS)
- 1971 : Jule Gregory Charney (É-U) [19]
- 1970 : Richard Th.A. Scherhag (République fédérale d'Allemagne)
- 1969 : Erik H. Palmén (Finlande)
- 1968 : Sir Oliver Graham Sutton (GB)
- 1967 : Kirill Y. Kondratyev (URSS)
- 1966 : Tor Bergeron (Suède)
- 1965 : Sverre Petterssen (Norvège et É-U)
- 1964 : Francis W. Reichelderfer (É-U)
- 1963 : Reginald C. Sutcliffe (GB)
- 1962 : Anders Knutsson Ångström (Suède)
- 1961 : K.R. Ramanathan (Inde)
- 1960 : Jacques van Miegham (Belgique)
- 1959 : Jacob Bjerknes (Norvège et É-U)[20]
- 1958 : Ernest Gold(GB)
- 1957 : Carl-Gustaf Rossby (Suède et É-U)
- 1956 : Th. Hesselberg (Norvège)